# AMO F-15
Pour les articles homonymes, voir F15.
Le AMO F-15 est le premier camion soviétique produit en série. Présenté en 1917, sa production ne débuta qu'en 1924 jusqu'en 1931. C'est la version soviétique du fameux Fiat 15Ter.

## Histoire
En 1909, Fiat étudie, sur commande de l'armée du roi d'Italie, un nouveau camion multi-usages destiné au transport de troupes et de matériel. Le Fiat 15 est présenté en 1910. Ce nouveau modèle inaugure une nouveauté technique sur ce type de véhicule : la pompe à essence en remplacement d'une alimentation par gravité.
Le camion AMO F-15 est la version russe du fameux camion italien Fiat 15 construit sous licence à la suite d'un accord de coopération entre les pays signé en 1915. Il fallut pour cela construire une usine spéciale sur le modèle de celle de Fiat en Italie. La construction de l'usine de montage AMO dura de 1917 à 1919. Entre-temps, le camion avait subi d'importantes améliorations en Italie et c'est la version 15Ter qui sera finalement fabriquée.
En Russie, les événements politiques entravèrent quelque peu le lancement de la production. La révolution d'Octobre et la Première Guerre mondiale qui suivit contrecarrèrent les plans d'AMO. Le premier véhicule ne fut fabriqué qu’en janvier 1924. Cette première année a vu l'assemblage de 163 exemplaires en provenance d'Italie et 513 exemplaires fabriqués directement sur place par AMO. Par sécurité, il y avait deux exemplaires de référence du Fiat 15 Ter stockés dans une salle spéciale.
Vladimir Tsipulin a été désigné concepteur en chef et ses plus proches collaborateurs sont Evgeny Vazhinsky chargé des plans de production, BD Strakanov chargé des détails de montage et des adaptations aux demandes locales, SI Herman chargé de la qualité de la carrosserie et NS Korolev responsable de l'assemblage.
Le premier exemplaire est sorti de l'usine dans la nuit du 1er novembre 1924. Le 6 novembre dans l'après-midi sortait le 10e et dernier exemplaire de la pré-série. Le 7 novembre 1924, ces 10 camions spécialement peints en rouge, ont pris part au défilé sur la place Rouge à Moscou.
Le 25 novembre, 3 de ces exemplaires, les numéros 1, 8 et 10, ont été retenus pour procéder aux essais de l'armée soviétique sur le trajet Moscou-Tver-Vishny Volochek-Novgorod-Leningrad-Prairies-Vitebsk-Smolensk-Roslavl-Moscou. Les rapports d'experts ont confirmé les qualités du véhicule et AMO put lancer dès le mois de mars 1925 la production en série de l'AMO F-15. En 1925 AMO a produit 113 exemplaires et 342 en 1926.
La production a augmenté de façon constante. En 1931, elle avait atteint le total cumulé de 6 971 exemplaires. 2 590 exemplaires de l'AMO F-15 ont été produits durant l'année financière 1929-1930.
En 1924, AMO a créé une variante à ce camion avec une adaptation pour ambulance. Un an plus tard, AMO présente une version autobus. En 1927, AMO répond à une exigence militaire et présente le AMO BA-27, un petit blindé sur la base de l'AMO F-15 pour les besoins de l'Armée rouge.
| Années | Exemplaires |
| ------ | ----------- |
| 1924   | 10          |
| 1925   | 113         |
| 1926   | 342         |
| 1927   | 407         |
| 1928   | 692         |
| 1929   | 1 293       |
| 1930   | 2 340       |
| 1931   | 1 268       |

L'AMO F-15 a bénéficié de quelques modifications au cours des années de fabrication :
- en 1927 avec l'introduction d'une cabine plus confortable et un embrayage « sec » ainsi qu'un nouveau mécanisme de direction ;
- en 1928 avec l'ajout d'un démarreur électrique et de phares électriques[2].

À partir de 1930, une variante de l'AMO F-15 a été produite en parallèle avec un moteur américain qui donna naissance à l'AMO-2, un petit camion de 2,5 tonnes de charge utile. Ces deux modèles seront abandonnés en 1931 pour être remplacés par l'AMO-3 qui ne recevra que des composants soviétiques.
Selon les documents de l'usine, un total de 6 285 exemplaires de l'AMO F-15 auraient été produits. « D'autres sources crédibles donnent une production globale de 6 485 exemplaires. Le tableau ci-contre reprend les données usine ». Si l'on ajoute les versions dérivées, les chiffres usine dont 6 971 unités. Ces camions ont joué un grand rôle dans le transport du début de la Russie soviétique. Ils ont largement motorisé le pays. Leur utilisation intensive dans des conditions extrêmement difficiles justifie qu'aujourd'hui on ne dispose plus que de 4 exemplaires de ce camion placés dans des musées.
En 1933, AMO change de nom et est baptisée ZIS - Zavod Imeni Stalina. Elle produit des camions pour usage militaire mais également civil et commence la fabrication de voitures particulières. En 1956, la déstalinisation entreprise par Nikita Khrouchtchev renomme l’entreprise ZIL, pour Zavod Imeni Likhatchiova, du nom de l’ancien directeur de l’usine Ivan Likhatchiov.

## Construction

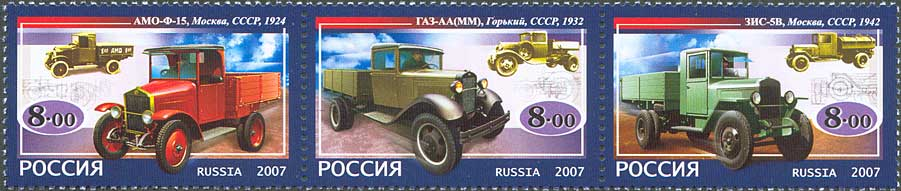
Camions AMO-F-15, GAZ-AA et ZIS-5V. Timbres poste russes de 2007.

L'AMO-F-15 était un camion léger à deux essieux à propulsion arrière offrant une charge utile de 1,5 tonne. Les dimensions sont relativement réduites par rapport à ses concurrents 5 050 × 1 760 × 2 250 mm (LxlxH) et son poids total en charge n'excède pas les 3 420 kg. Le rapport charge utile par rapport au PTC était extraordinairement favorable pour l'époque.
Les principales différences entre l'AMO F-15 et le Fiat 15Ter sont :
- réduction de 80 mm du diamètre du volant moteur de 590 mm à 510 mm ;
- pistons et bielles de poids réduits ;
- augmentation de la surface du radiateur pour compenser la réduction du diamètre du volant ;
- adaptation du capot pour intégrer l'augmentation du radiateur et simplification des portes ;
- jantes des roues ;
- carburateur italien remplacé par un modèle soviétique ;
- changement de la conception de l'embrayage ;
- le réservoir de carburant a été déplacé de la face avant sous le siège du conducteur, avec fonctionnement par gravité au lieu de la pompe à vide Fiat. En 1928 cette variante a été abandonnée avec retour au système Fiat.

### Moteur
Le moteur Fiat qui équipait l'AMO F-15 était le type 53A, moteur à essence 4 cylindres en ligne développant une puissance de 35 ch à 1 400 tr/min et un couple maximal de 18,5 kgm à 1 200 tr/min.
Le régime maxi du moteur était 1 700 tr/min, refroidissement du moteur à eau avec une pompe centrifuge, système de lubrification sous pression avec une pompe à engrenages.

## Variantes

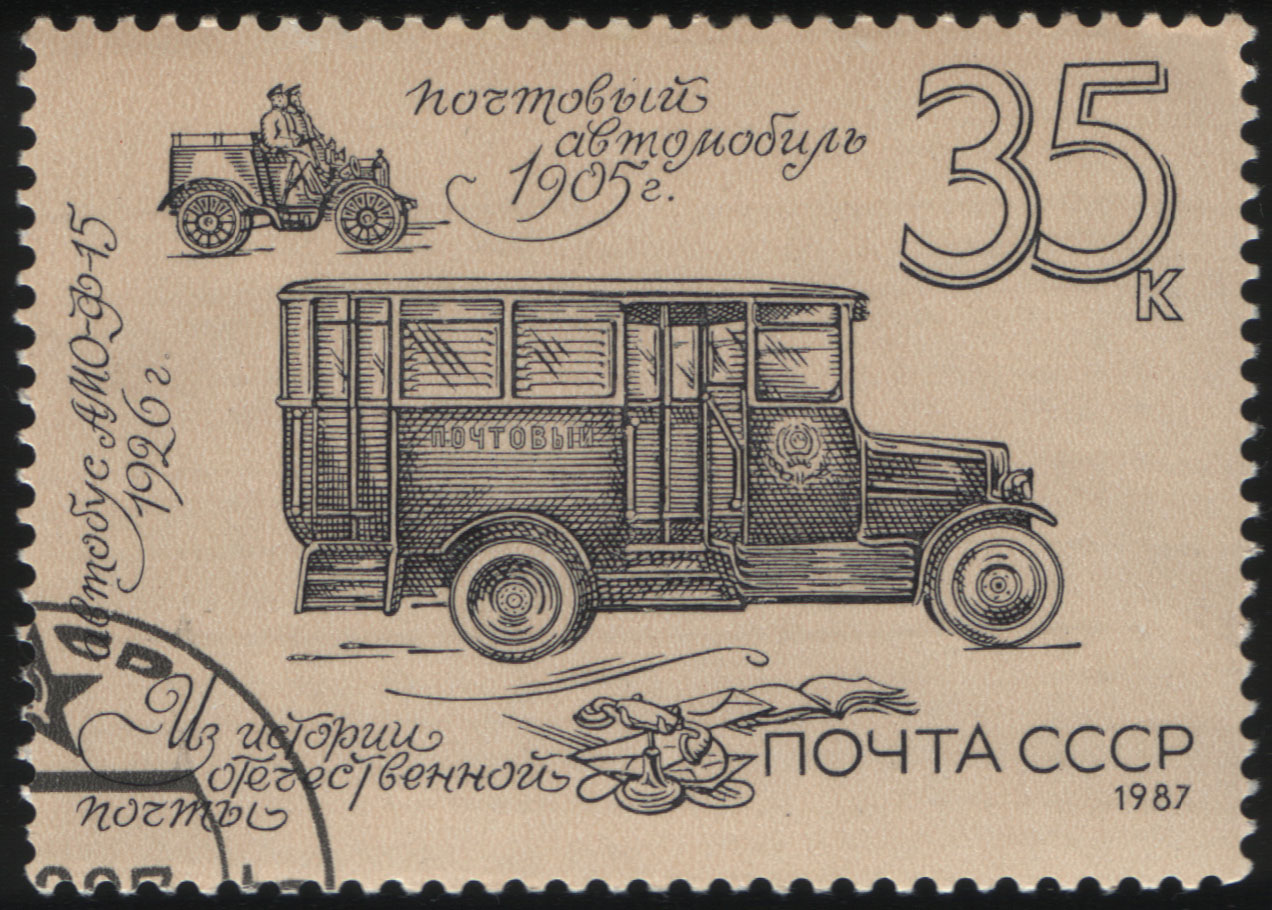
Timbre poste soviétique en hommage à l'AMO F–15 version autobus.
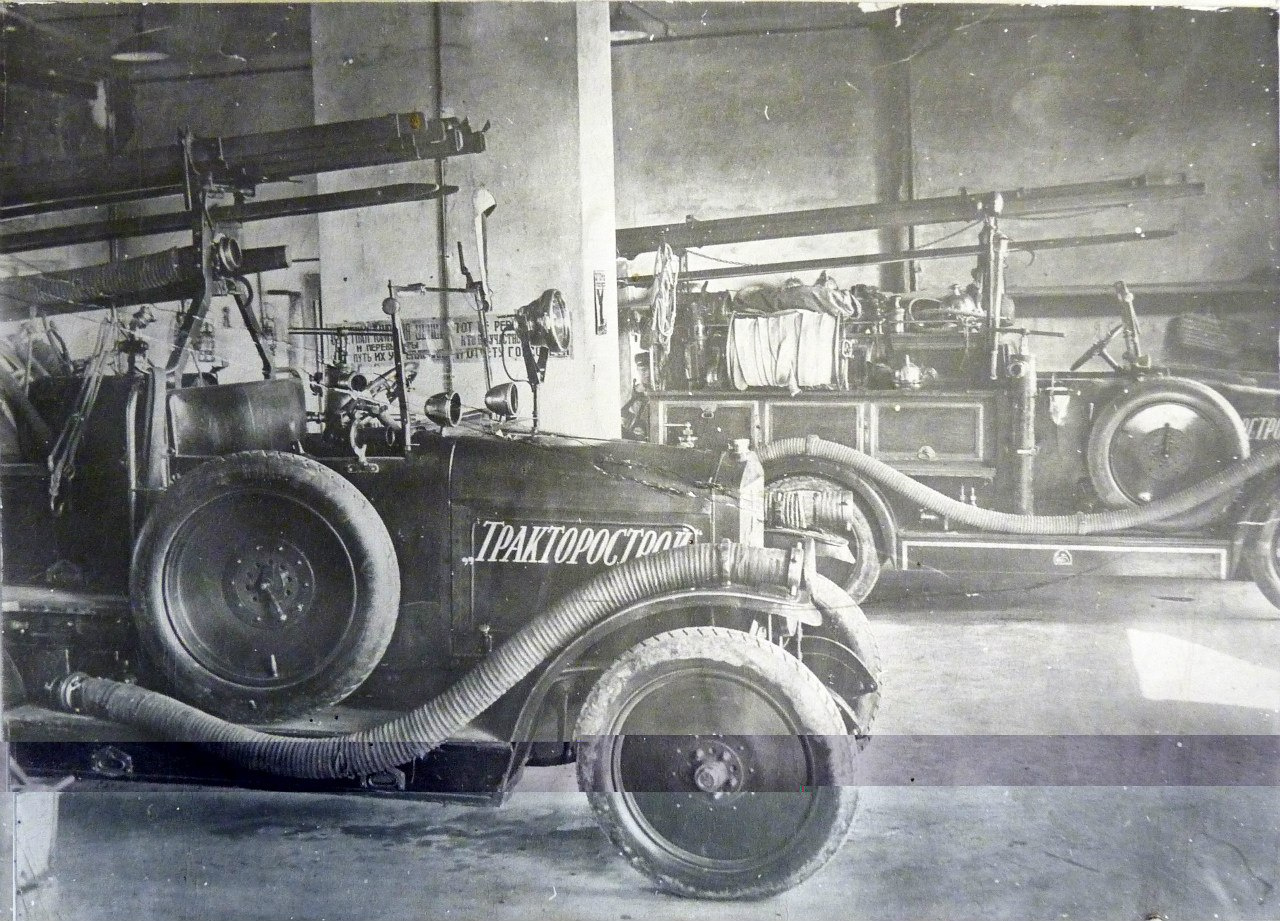
AMO F-15 des pompiers de Volgograd (1930).

- Ambulances - depuis 1925,
- Autobus publics dans les régions du sud - à partir de 1925,
- Autobus privés - depuis 1926, autobus de 14 places présenté sur le premier salon automobile soviétique le 25 septembre 1925,
- Camion de pompiers - en juillet 1926 production du premier châssis soviétique pompier AMO F-15,

Le châssis de l'AMO F-15 a aussi servi de base pour des fourgons postaux et camionnettes, camions-citernes et autres véhicules spéciaux.
Le châssis de l'AMO F-15 et sa modification « spéciale » AMO-F-15SP ont servi de base pour le développement d'un véhicule blindé AMO BA-27. La production totale de véhicules blindés pour les années 1928-1931 s'élève à 215 unités.

## Caractéristiques techniques modèles Fiat 15 et dérivés
| Modèle                               | Type                                           | Années de production | Type moteur         | Cylindrée         | Puissance            | PTC    |
| ------------------------------------ | ---------------------------------------------- | -------------------- | ------------------- | ----------------- | -------------------- | ------ |
| Fiat 15/20 HP Base "Brevetti Tipo 2" | Châssis                                        | 1909 - 1910          | Fiat Brevetti 15/20 | 3 053 cm3 essence | 16 ch à 1 400 tr/min | 1,2 t  |
| Fiat Tipo 15                         | Châssis, Autobus                               | 1911 - 1912          | Fiat Brevetti 15/20 | 3 053 cm3 essence | 20 ch à 1 400 tr/min | 2,5 t  |
| Fiat Tipo 15 bis                     | Camion, Châssis, Autobus, Ambulance            | 1912 - 1913          | Fiat Brevetti 15/20 | 3 053 cm3 essence | 20 ch à 1 400 tr/min | 3,1 t  |
| Fiat Tipo 15Ter                      | Camion, Châssis, Autobus, Ambulance            | 1913 - 1922          | Fiat 53A            | 4 398 cm3 essence | 40 ch à 1 400 tr/min | 3,95 t |
| Fiat Tipo 15 Ter - Militaire         | Camion, Châssis, Autobus, Ambulance            | 1913 - 1922          | Fiat 53A            | 4 398 cm3 essence | 36 ch à 1 600 tr/min | 3,75 t |
| AMO / ZIL F15                        | Fabrication en Russie sous licence Fiat 15 Ter | 1924 - 1931          | Fiat 53A            | 4 398 cm3 essence | 40 ch à 1 400 tr/min | 4,0 t  |
| Fiat Bertone Tipo 15 Ter             | Autobus                                        | 1921 - 1922          | Fiat 53A            | 4 398 cm3 essence | 40 ch à 1 800 tr/min | 3,95 t |
| Fiat 502 F                           | Camion, châssis                                | 1923 - 1926          | Fiat 101            | 1 460 cm3         | 23 ch à 2 600 tr/min | 2,07 t |